# USS Cooper (DD-695)
USS Cooper (DD-695) là một tàu khu trục lớp Allen M. Sumner được Hải quân Hoa Kỳ chế tạo trong Chiến tranh Thế giới thứ hai. Nó là chiếc tàu chiến duy nhất của Hải quân Mỹ được đặt theo tên Elmer Glenn Cooper (1905-1938), một sĩ quan phi công Hải quân tử nạn do một tai nạn thủy phi cơ. Nó chỉ hoạt động một thời gian ngắn trong Thế Chiến II, cho đến khi bị đánh chìm trong chiến đấu do trúng ngư lôi ngoài khơi vịnh Ormoc, Philippines vào ngày 3 tháng 12 năm 1944. Nó được tặng thưởng một Ngôi sao Chiến trận do thành tích phục vụ trong Thế Chiến II.

## Thiết kế và chế tạo
Cooper được đặt lườn tại xưởng tàu của hãng Federal Shipbuilding and Drydock Company ở Kearny, New Jersey vào ngày 30 tháng 8 năm 1943. Nó được hạ thủy vào ngày 9 tháng 2 năm 1944; được đỡ đầu bởi bà Elmer G. Cooper, vợ góa Cooper, và nhập biên chế vào ngày 27 tháng 3 năm 1944 dưới quyền chỉ huy của Trung tá Hải quân J. W. Schmidt.

## Lịch sử hoạt động
Cooper khởi hành từ Boston, Massachusetts vào ngày 23 tháng 7 năm 1944 để đi sang khu vực Mặt trận Thái Bình Dương, đi đến Trân Châu Cảng vào ngày 4 tháng 9. Sau những hoạt động huấn luyện, nó khởi hành đi Ulithi vào ngày 23 tháng 10, đến nơi vào ngày 5 tháng 11 để lại lập tức ra khơi hộ tống các tàu sân bay cho những đợt không kích xuống Luzon, vịnh Ormoc và vịnh Manila cho đến ngày 19 tháng 11.
Sau khi được sửa chữa tại Ulithi, Cooper đi đến vịnh San Pedro, Philippines vào ngày 29 tháng 11, và tham gia tuần tra trong vịnh Leyte cho đến ngày 2 tháng 12. Nó khởi hành cùng các tàu khu trục Allen M. Sumner (DD-692) và Moale (DD-693) vào chiều tối hôm đó trong một hoạt động đánh chặn một đoàn tàu vận tải tăng viện đối phương bị máy bay trinh sát Hoa Kỳ phát hiện đang hướng đến Ormoc, trên bờ biển phía Tây đảo Leyte. Ba chiếc tàu khu trục nhận ra họ lọt vào một vùng biển kín, liên tục bị máy bay đối phương tấn công, rồi phải đối đầu với hai tàu khu trục và nhiều xuồng máy đối phương, ít nhất một tàu ngầm cùng các khẩu đội pháo bờ biển. 

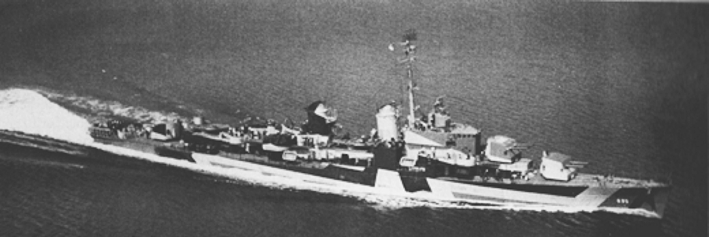
Cooper vào cuối năm 1944.

Trong trận chiến vịnh Ormoc diễn ra sau đó, tàu khu trục đối phương Kuwa bị đánh chìm, nhưng đến khoảng 00 giờ 13 phút ngày 3 tháng 12, ngư lôi phóng từ tàu khu trục Take đã đánh trúng Cooper khiến nó chịu đựng một vụ nổ bên mạn phải, rồi vỡ làm đôi và đắm chỉ trong vòng một phút, ở tọa độ 10°54′B 124°36′Đ / 10,9°B 124,6°Đ.
Sự hiện diện của lực lượng đối phương tại khu vực đã làm chậm trễ việc cứu vớt những người sống sót. Mãi cho đến khoảng 14 giờ 00 ngày 3 tháng 12, các tàu bay PBY Catalina cứu vớt được 168 người sống sót; tuy nhiên 13 sĩ quan và 191 thủy thủ đã tử trận cùng con tàu. Moale chịu đựng ba người thiệt mạng và 25 người bị thương; Allen M. Sumner may mắn không có ai thiệt mạng nhưng cũng có 11 người bị thương.

## Phần thưởng
Cooper được tặng thưởng một Ngôi sao Chiến trận do thành tích phục vụ trong Thế Chiến II.